# Chester, Texas
Chester är en ort i Tyler County i delstaten Texas, USA.